# Flynn Southam
Flynn Southam, född 5 juni 2005, är en australisk simmare.

## Karriär
Flynn Southam har vid VM på långbana tagit tre guld och ett brons. Samtliga medaljer har kommit på lagkapp. Vid OS 2024 ingick han i det australiska laget som tog silver på 4 x 100 meter frisim och brons på 4 x 200 meter frisim.